# باب جایب
باب جایب (به انگلیسی: Bob Gibe) (زادهٔ ۱۰ اوت ۱۹۲۸) شناگر اهل ایالات متحده آمریکا است.